# Gavin Smellie

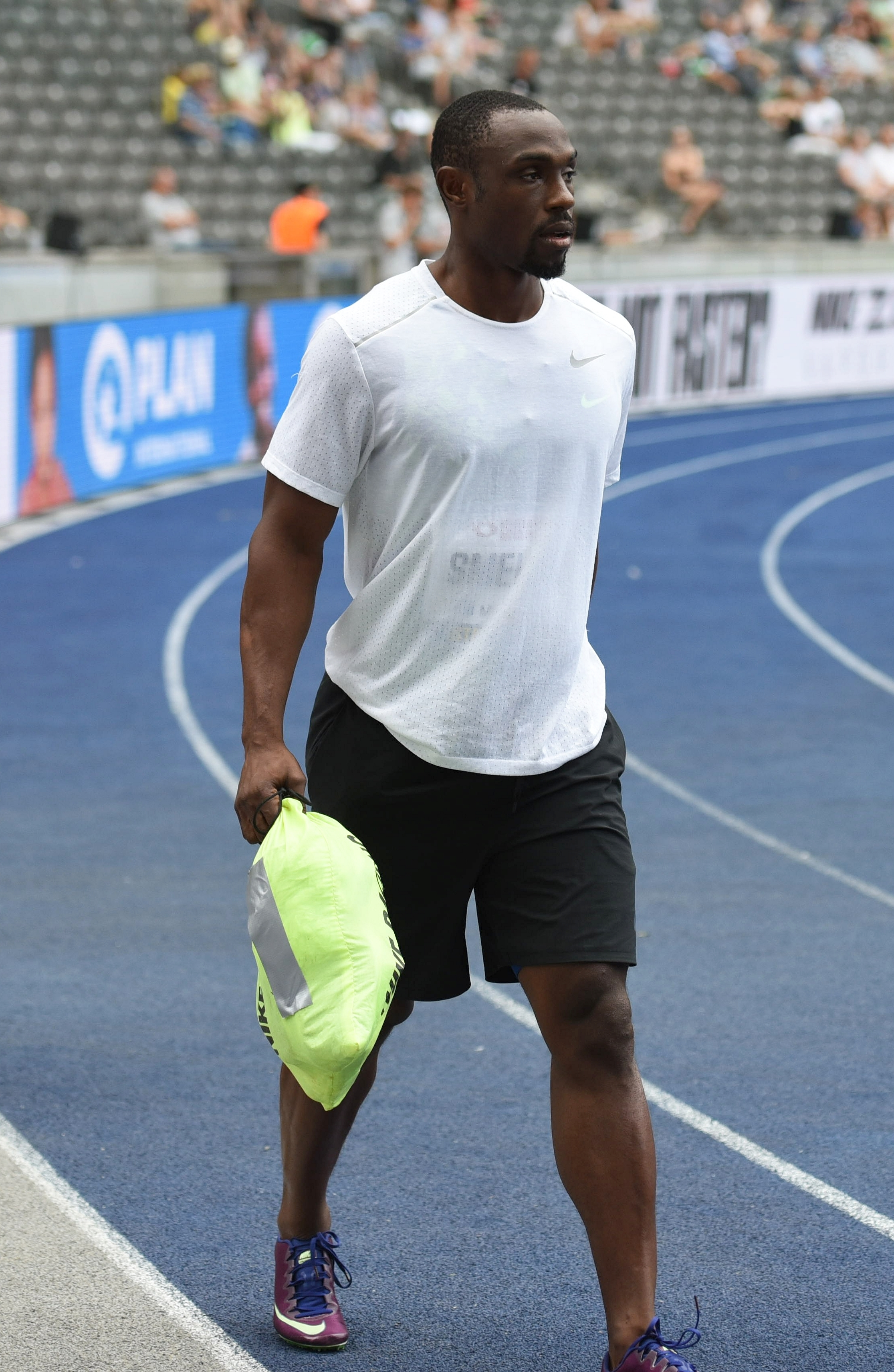
Gavin Smellie, 2019

Gavin Smellie (Gavin Ramon Smellie; * 26. Juni 1986 in Papine, Saint Andrew Parish) ist ein kanadischer Sprinter jamaikanischer Herkunft.
Bei den Leichtathletik-Weltmeisterschaften 2009 in Berlin schied er über 200 Meter im Viertelfinale aus. 2012 gehörte er zu der kanadischen Stafette, die bei den Olympischen Spielen in London im Finale der 4-mal-100-Meter-Staffel auf dem dritten Platz einlief. Jedoch wurden die Kanadier disqualifiziert, nachdem es sich herausgestellt hatte, dass ihr dritter Läufer Jared Connaughton seine Bahn überschritten hatte.
2013 erreichte er bei den Weltmeisterschaften in Moskau über 100 Meter das Halbfinale und gewann mit der kanadischen 4-mal-100-Meter-Stafette Bronze.

## Persönliche Bestzeiten
- 60 m (Halle): 6,71 s, 19. Februar 2011, Toronto
- 100 m: 10,14 s, 27. Juli 2012, Weinheim
- 200 m: 20,45 s, 30. Mai 2009, Louisville